# Santa María Acapulco
Santa María Acapulco es una comunidad del Estado mexicano de San Luis Potosí, enclavada en la Sierra Gorda, al sur del territorio del Estado. Según el censo de 2020, tiene una población de 740 habitantes.
Forma parte del municipio de Santa Catarina. Su población está formada por indígenas de la etnia pame.

## Historia
El territorio donde actualmente se asienta el pueblo de Santa María Acapulco, la Sierra Gorda, no completó su conquista por los españoles hasta el año de 1744, a manos de José de Escandón. Sus habitantes, los pames, son uno de los dos únicos grupos sobrevivientes de aquellos a que los españoles denominaron como chichimecas, ubicados al norte de Mesoamérica y que se caracterizaban por ser nómadas. Para su reducción, fueron fundadas misiones. Una de ellas fue Santa María Acapulco, fundada alrededor de 1740 por religiosos franciscanos. Su nombre proviene de su misión dedicada a la Asunción de María y la palabra Acapulco proviene del náhuatl y significa donde hay cañas grandes y gruesas.
La misión de Santa María Acapulco destacaba por su estilo particular y único. El templo se edificó en lo alto de una loma dominando a la comunidad, con una fachada decorada con nichos e imágenes de santos. Su techo estaba formado por ramas de palma y era de dos aguas. En su interior existían tres retablos de madera labrada y estilo barroco, el mayor y dos laterales; un púlpito de madera policromada, y 125 piezas, entre esculturas y pinturas al óleo, catalogadas por el Instituto Nacional de Antropología e Historia (INAH) como piezas históricas. Dicha misión estaba siendo restaurada por el INAH cuando el 1 de julio de 2007 un rayó la incendió destruyéndola casi en su totalidad, solo sobreviviendo sus paredes exteriores y pudiéndose rescatar únicamente 14 esculturas y dos óleos. El INAH declaró que la iglesia es aún recuperable y que se iniciará nuevamente su restauración.
El Instituto Nacional de Antropología e Historia inició entonces el proceso de restauración con apoyo de los gobiernos estatal y federal, planeándose para un período de tres a cuatro años. Sin embargo, se anunció que en enero de 2009 ya se encontrará en condiciones de volver a ser utilizado por los fieles.

## Localización y demografía
Santa María Acapulco se encuentra en la zona sureste del estado de San Luis Potosí, muy cercana a los límites con el Estado de Querétaro, en la zona de la Huasteca y en la Sierra Gorda, sus coordenadas geográficas de su localización son 21°28′20″N 99°26′29″O / 21.47222, -99.44139 y a una altitud de 800 metros sobre el nivel del mar; su principal vía de comunicación es un camino rural que la enlaza con la Carretera Estatal 8 de San Luis Potosí por medio de la cual se comunica con su cabecera municipal, Santa Catarina y con la población Rayón y Lagunillas en San Luis Potosí y con la de Arroyo Seco en Querétaro.
De acuerdo con el Conteo de Población y Vivienda de 2005 realizado por el Instituto Nacional de Estadística y Geografía, la población total de Santa María Acapulco era de 588 habitantes, siendo estos 294 hombres y 294 mujeres. La mayor población registrada en la localidad ha sido de 1,502 habitantes en 1910, mientras que la menor ha sido de solo 93 en 1950.

## Cultura
La gran mayoría de los habitantes de Santa María Acapulco entienden y hablan el idioma pame. La principal actividad de la población es la agricultura, que sin embargo tiene niveles únicamente de subsistencia. Las mujeres de la comunidad se dedican a tejer la fibra de la palma, con los que realizan petates, colotes y chiquihuites, pero que generan apenas ingresos para la población, por lo cual es considerada una de las comunidades más pobres del país.
Entre las principales celebraciones tradicionales de la comunidad se encuentran la Semana Santa, Corpus Christi, Todos los santos, 3 de mayo, 12 de diciembre y 6 de enero, en estas se realiza la tradicional Danza del mitote, característica de la comunidad pame, y en la cual hombres y mujeres bailan usando capotes de paja utilizados como protección para la lluvia.